# Willie Mitchell (Eishockeyspieler)
William Reid „Willie“ Mitchell (* 23. April 1977 in Port McNeill, British Columbia) ist ein kanadischer Eishockeyspieler, der im Verlauf seiner aktiven Karriere zwischen 1997 und 2016 unter anderem 996 Spiele für die Minnesota Wild, Dallas Stars, Vancouver Canucks, Los Angeles Kings und Florida Panthers in der National Hockey League auf der Position des Verteidigers bestritten hat. Seine größten Karriereerfolge feierte Mitchell in Diensten der Los Angeles Kings in den Jahren 2012 und 2014 mit dem Gewinn des Stanley Cups. Darüber hinaus gewann er mit der kanadischen Nationalmannschaft die Goldmedaille bei der Weltmeisterschaft 2004.

## Karriere

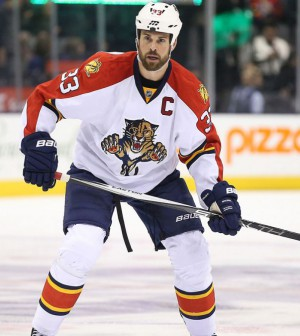
Mitchell im Trikot der Florida Panthers

Beim NHL Entry Draft 1996 wurde Mitchell als 199. in der achten Runde von den New Jersey Devils ausgewählt. Der 1,91 m große Verteidiger spielte anschließend während seiner Collegezeit für das Team der Clarkson University in der ECAC Hockey, einer Liga im Spielbetrieb der NCAA. In seiner ersten NCAA-Saison wurde der Linksschütze hinter Erik Cole zum zweitbesten Rookie des Jahres. 1999 wurde er schließlich ins „ECAC First All-Star-Team“ und ins „Second All-Star-Team“ der gesamten NCAA gewählt.
Sein NHL-Debüt gab Mitchell in der Saison 1999/00, in zwei Jahren bei den New Jersey Devils wurde der Kanadier jedoch die meiste Zeit in der American Hockey League beim Farmteam Albany River Rats eingesetzt. Im März 2001 wurde er schließlich im Tausch gegen den Verteidiger Sean O’Donnell zu den Minnesota Wild transferiert. Dort wurde Mitchell zum Stammspieler. Nach dem Lockout in der Saison 2004/05 wurde der Abwehrspieler aufgrund des im Team üblichen Rotationsprinzips im Dezember 2005 Mannschaftskapitän der Wild. Nachdem das Franchise die Play-offs verpasst hatte, wechselte der Kanadier im Tausch gegen Martin Škoula und Shawn Belle im März 2006 zu den Dallas Stars. Nach der Saison wurde er dennoch zum Free Agent, sodass die Vancouver Canucks Mitchell im Juli verpflichteten. Dort erhielt er einen Vierjahresvertrag, der ihm 14 Millionen US-Dollar einbringen soll. Nach der Spielzeit 2007/08 wurde der Kanadier zum besten Verteidiger des Teams gewählt. Im August 2010 unterzeichnete Mitchell als Free Agent einen auf zwei Jahre befristeten Vertrag bei den Los Angeles Kings. In den folgenden Jahren gewann er mit den Kings zweimal den Stanley Cup (2012 und 2014), wobei er die Saison 2012/13 wegen einer Knieverletzung sowie des Lockouts nicht bestreiten konnte.
Sein zum Ende der Saison 2013/14 auslaufender Vertrag wurde nicht verlängert, sodass er im Juli 2014 einen Zweijahresvertrag bei den Florida Panthers unterzeichnete. Dort fungierte er in den beiden folgenden Spielzeiten als siebter Mannschaftskapitän, ehe er seine Karriere im Sommer 2016 im Alter von 39 Jahren für beendet erklärte.

### International
Mit der kanadischen Nationalmannschaft gewann Willie Mitchell bei der Eishockey-Weltmeisterschaft 2004 die Goldmedaille. Insgesamt bestritt er bei diesem Turnier neun Spiele.

## Erfolge und Auszeichnungen
| - 1997 SJHL First All-Star Team - 1997 SJHL Top Defenseman Award - 1998 ECAC Second All-Star Team - 1998 ECAC Rookie des Jahres (gemeinsam mit Erik Cole) | - 1999 ECAC First All-Star Team - 1999 NCAA East Second All-American Team - 2012 Stanley-Cup-Gewinn mit den Los Angeles Kings - 2014 Stanley-Cup-Gewinn mit den Los Angeles Kings |

### International
- 2004 Goldmedaille bei der Weltmeisterschaft

## Karrierestatistik
Stand: Ende der Saison 2015/16

### International
Vertrat Kanada bei:
- Weltmeisterschaft 2004

(Legende zur Spielerstatistik: Sp oder GP = absolvierte Spiele; T oder G = erzielte Tore; V oder A = erzielte Assists; Pkt oder Pts = erzielte Scorerpunkte; SM oder PIM = erhaltene Strafminuten; +/− = Plus/Minus-Bilanz; PP = erzielte Überzahltore; SH = erzielte Unterzahltore; GW = erzielte Siegtore; 1 Play-downs/Relegation; Kursiv: Statistik nicht vollständig)